# Elektrisk resistivitet
 For alternative betydninger, se Modstand.
Elektrisk resistivitet, specifik resistivitet, resistivitet, specifik resistans eller specifik modstand er en egenskab for elektrisk ledende materialer. Med undtagelse af såkaldte superledere vil alle elektriske ledere tabe en del af energien i form af varme, når man sender en elektrisk strøm igennem dem.
Den multiplikative inverse (reciprokke) til resistivitet er specifik ledningsevne.

## Definition på resistivitet
Et materiales resistivitet (ρ20) er lig modstanden i ohm i en tråd, der er 1 meter lang og som har tværsnitsarealet 1 mm² og temperaturen 20 °C
Den fysiske dimension for resistivitet er elektrisk modstand gange længde. I SI-enheder måles arealet A i kvadratmeter, længden L i meter og resistansen R i ohm, og følgelig er den afledte SI-enhed for resistivitet Ω · m ("ohm-meter").
I nogle sammenhænge bruges i stedet enheden Ω· mm²/m, svarende til 10-6 Ω · m.
Generelt gælder at hvis en genstand, som for eksempel en elektrisk ledning eller en elektrisk modstand, af et givet materiale har længden l, tværsnitsarealet A og resistansen R, kan materialets resistivitet ρ ved den aktuelle temperatur udregnes som:
{\displaystyle \rho =R{\frac {A}{l}}}

## Typiske værdier
Typiske resistiviteter for forskellige stoffer (10-6 Ω · m svarer til Ω·mm²/m) er listet i tabellen, sorteret efter resistivitet:
| Materiale, stof       | Resistivitet ρ (Ω · m)        | Temperatur (°C) | Smeltepunkt (°C) | Bemærkninger                                     |
| --------------------- | ----------------------------- | --------------- | ---------------- | ------------------------------------------------ |
| Superleder            | 0                             |                 |                  |                                                  |
| Sølv                  | 0,0159 x 10-6 (0,0163 x 10-6) | 20              | 961              |                                                  |
| Kobber (teknisk rent) | 0,01724 x 10-6                | 20              | 1084             |                                                  |
| Kobber kabel          | 0,0225 x 10-6                 | 20              |                  |                                                  |
| Kobber (stuetemp.)    | 0,0175 x 10-6                 | 20              |                  |                                                  |
| Guld                  | 0,0244 x 10-6                 | 20              | 1063             |                                                  |
| Aluminium             | 0,0282 x 10-6 (0,028 x 10-6)  | 20              | 660              |                                                  |
| Aluminium kabel       | 0,036 x 10-6                  | 20              |                  |                                                  |
| Zink                  | 0,056 x 10-6                  | 20              | 419.5            |                                                  |
| Wolfram               | 0,056 x 10-6                  | 20              | 3400             |                                                  |
| Messing (58% Cu)      | 0,059 x 10-6                  | 20              | 900 - 940        | Yellow brass                                     |
| Messing (63% Cu)      | 0,071 x 10-6                  | 20              | 990 - 1025       | Red brass                                        |
| Jern                  | 0,1 x 10-6                    | 20              | 1127 - 1204      | Ændres med jernets sammensætning og bearbejdning |
| Platin                | 0,11 x 10-6                   | 20              | 1770             |                                                  |
| Stål (blødt)          | 0,12 x 10-6                   | 20              | 1425 - 1540      |                                                  |
| Bly                   | 0,22 x 10-6 (0,19 x 10-6)     | 20              | 327,5            |                                                  |
| Zirconium             | 0,421 x 10-6                  | 20              | 1854             |                                                  |
| Stål (hårdt)          | 0,4-0,5 x 10-6                | 20              |                  |                                                  |
| Konstantan            | 0,50 x 10-6                   | 20              | 1210 - 1300      | 55% kobber og 45% nikkel                         |
| Rustfrit stål         | 0,72 x 10-6                   | 20              | 1510             |                                                  |
| Inconel 625           | 1,29 x 10-6                   | 21              | 1290 - 1350      |                                                  |
| Nikkelkrom            | 1,50 x 10-6                   | 20              |                  | En nikkelkrom-legering anvendes i varmeelementer |
| Kulstof               | 35 x 10-6                     | 20              |                  | Urent, Halvleder                                 |
| Germanium             | 0,46                          | 20              |                  | Ren og på krystalin form. Halvleder              |
| Silicium              | 640                           | 20              |                  | Ren og på krystalin form. Halvleder              |
| Glas                  | 10 til 1014                   | 20              | 1425 - 1600      |                                                  |
| Hård gummi            | ca. 1013                      | 20              |                  |                                                  |
| Svovl                 | 1015                          | 20              | 115,2            |                                                  |
| Kvarts (fused)        | 75 x 1016                     | 20              | 1650             |                                                  |
| Nikkel                | 0,072 x 10-6                  |                 | 1455             |                                                  |